# Stanislav Tecl
Stanislav Tecl (ur. 1 września 1990 w Jindřichův Hradec) – czeski piłkarz grający na pozycji napastnika. Od 2015 roku jest zawodnikiem klubu FK Baumit Jablonec.

## Kariera klubowa
Swoją karierę piłkarską Tecl rozpoczął w klubie FC Vysočina Jihlava. W 2009 roku został zawodnikiem pierwszej drużyny. 2 sierpnia 2009 zadebiutował w drugiej lidze czeskiej w przegranym 0:2 wyjazdowym meczu z FC Hradec Králové. W 2011 roku został wypożyczony do Slavii Praga, w której swój debiut zanotował 29 marca 2010 w wyjazdowym meczu z Baníkiem Ostrawa (1:3). W Slavii rozegrał 4 mecze. W sezonie 2010/2011 wrócił do Vysočiny. W sezonie 2011/2012 awansował z nią do pierwszej ligi.
Na początku 2013 roku Tecl przeszedł do Viktorii Pilzno. W barwach Viktorii zadebiutował 25 lutego 2013 w wygranym 3:1 wyjazdowym meczu ze Zbrojovką Brno. W sezonie 2012/2013 wywalczył mistrzostwo Czech. W sezonie 2013/2014 został wicemistrzem, a w sezonie 2014/2015 mistrzem tego kraju.
Latem 2015 Tecl odszedł z Viktorii do FK Baumit Jablonec. Zadebiutował w nim 25 lipca 2015 w wygranym 3:2 wyjazdowym meczu z 1. FK Příbram.
| Sezon   | Klub                | Kraj   | Rozgrywki      | Mecze | Bramki |
| ------- | ------------------- | ------ | -------------- | ----- | ------ |
| 2009/10 | FC Vysočina Jihlava | Czechy | II liga        | 16    | 5      |
| 2009/10 | Slavia Praga        | Czechy | Gambrinus Liga | 4     | 0      |
| 2010/11 | FC Vysočina Jihlava | Czechy | II liga        | 27    | 10     |
| 2011/12 | FC Vysočina Jihlava | Czechy | II liga        | 28    | 12     |
| 2012/13 | FC Vysočina Jihlava | Czechy | Gambrinus Liga | 11    | 10     |
| 2012/13 | Viktoria Pilzno     | Czechy | Gambrinus Liga | 14    | 0      |
| 2013/14 | Viktoria Pilzno     | Czechy | Gambrinus Liga | 29    | 12     |
| 2014/15 | Viktoria Pilzno     | Czechy | Gambrinus Liga | 18    | 5      |
| 2015/16 | FK Baumit Jablonec  | Czechy | Gambrinus Liga |       |        |

## Kariera reprezentacyjna
Tecl grał w młodzieżowych reprezentacjach Czech. 6 lutego 2013 zadebiutował w dorosłej reprezentacji w wygranym 2:0 wyjazdowym meczu z Turcją, rozegranym w Manisie. W 63. minucie meczu zmienił Davida Lafatę.